# Ignacio Serapio
Ignacio Serapio nació el 31 de julio de 1977 en Madrid, España. Es un actor, productor, director y artista marcial español, conocido por interpretar los papeles de Juan Hombre en Juan Hombre, la película (2011), Leo en The Mask of Bauta (2012) y El Guerrero Interior en la comedia de acción Balas y Katanas (2022).

## Biografía
Ignacio Serapio nació el 31 de julio de 1977, en Madrid, España. Su pasión por los cómics desde muy joven lo llevó a descubrir las artes marciales, donde sintió atracción por la figura del ninja. A los doce años comienza a practicar ninjutsu con el sensei Juan Hombre. A los quince años obtiene el cinturón negro y se convierte en el primer campeón de España de la modalidad de Kata Musical en la historia.
En 1997 participa por primera vez en los campeonatos mundiales de artes marciales USKA, donde se proclama campeón mundial, lo que le permite ser portada de la revista Dojo.
En el año 2001 comienza a especializarse en cine de acción realizando un seminario en Las Vegas, (Estados Unidos) dirigido por Chris Casamassa, actor de doble de riesgo en películas como Batman y Robin, Mortal Kombat y Blade.
A su regreso de Estados Unidos, en paralelo a su carrera como actor, comienza con la difusión de las XMA (Xtreme Martial Arts), una versión avanzada de las katas musicales que incluía patadas acrobáticas y malabares con armas orientales. Esto lo lleva a ocupar portadas en numerosas revistas como Artes Guerreras, Cinturón Negro o Dojo.
En 2021 y 2022 integró el jurado del festival internacional de cine de acción NIAFFS como especialista de cine y artista marcial.
En 2022, produjo, dirigió y coprotagonizó su ópera prima Balas y Katanas.

## Filmografía

### Películas como actor[1]
| Películas | Películas                                | Películas            | Películas                                              |
| Año       | Título                                   | Papel                | Notas                                                  |
| --------- | ---------------------------------------- | -------------------- | ------------------------------------------------------ |
| 2006      | Isi & Disi, alto voltaje                 | Luchador marcial     | Producido por Iberoamericana Films Producción          |
| 2009      | Confesiones de un esbirro (Corto)        | Tom                  | Cortometraje producido por Asociación Cine de Móstoles |
| 2010      | Zapping Life (Corto)                     | Policía              | Cortometraje dirigido por Daniel Hernández Torrado     |
| 2011      | Juan Hombre (Corto)                      | Juan Hombre          | Cortometraje producido por Dragonz Entertainment       |
| 2012      | The Mask of Bauta (Corto)                | Leo / Bauta          | Cortometraje producido por Dragonz Entertainment       |
| 2013      | Pixel Theory: La Caja de Pandora (Corto) | Yake                 | Cortometraje dirigido por Daniel Hernández Torrado     |
| 2018      | El final del triptico                    | Policía 2            | Producido por Menuda Producción                        |
| 2018      | Los futbolísimos                         | Ladrón 2             | Producido por Atresmedia Cine                          |
| 2021      | Libérame                                 | Secuestrador         | Producido por Acting Art                               |
| 2022      | Balas y Katanas                          | El Guerrero Interior | Producido por Dragonz Entertainment                    |
| 2022      | Lucha escénica, el corto (Corto)         | El profe             | Cortometraje producido por Dragonz Entertainment       |

### Películas como director/productor
| Año  | Título original                          | Rol                 |
| ---- | ---------------------------------------- | ------------------- |
| 2009 | Juan Hombre                              | Director, productor |
| 2012 | The Mask of Bauta                        | Director, productor |
| 2013 | Ser o no ser                             | Director, productor |
| 2013 | Pixel Theory: La Caja de Pandora         | Productor           |
| 2020 | Virus                                    | Director, productor |
| 2020 | Dragonz: Conceptos del Sistema Ving Tsun | Director            |
| 2022 | El Duro                                  | Director            |
| 2022 | Balas y Katanas                          | Director, productor |
| 2022 | Lucha Escénica, el corto                 | Director            |

## Televisión
| Televisión | Televisión                    | Televisión                                                | Televisión       |
| Año        | Título                        | Papel                                                     | Notas            |
| ---------- | ----------------------------- | --------------------------------------------------------- | ---------------- |
| 2006       | SMS, sin miedo a soñar        | Policía 1                                                 | Un episodio      |
| 2008       | Godspeed: One - Secret Legacy | El'Thanat Pilot                                           | Película para TV |
| 2009-2013  | Águila Roja                   | Guardia real / Guardia del comisario / Hombre enmascarado | Ocho episodios   |
| 2013-2014  | Tierra de lobos               | Asaltante / Bandido cobarde                               | Dos episodios    |
| 2014       | Guerras 2.0                   | Soldado                                                   | Tres episodios   |
| 2018       | Amar en tiempos revueltos     | Jiménez                                                   | Un episodio      |